# Eklavya: The Royal Guard
Eklavya: The Royal Guard – indyjski film wyreżyserowany w 2007 roku przez Vidhu Vinod Chopra. W rolach głównych indyjscy aktorzy:  Amitabh Bachchan i Saif Ali Khan. W pozostałych Sharmila Tagore, Sanjay Dutt, Vidya Balan, Raima Sen, Jackie Shroff, Jimmy Shergill i Boman Irani. Film, w którym reżyser powrócił do reżyserii po 7 latach milczenia, uznano za indyjskiego kandydata do Oscara wśród najlepszych filmów nieanglojęzycznych. Poprzednie filmy, które przyniosły sławę reżyserowi to Misja w Kaszmirze 2000 i  1942: A Love Story 1993. Reżyser jest też scenarzystą i producentem filmu. W tych dwóch rolach wsławił się w Indiach filmami: Munnabhai M.B.B.S. (2003), Lage Raho Munna Bhai (2006) i Parineeta 2005. Tematem filmu jest miłość, wierność, zdrada i śmierć.
Film kręcono w królewskich komnatach pałacu książąt (Royal Palace w Jaipurze). Zgodę na to uzyskano dzięki współpracy z księciem Raghavendra Rathore, który zaprojektował kostiumy do filmu.

## Fabuła
Rana Jaywardhan (Boman Irani) jest królem Devigarh w Radżastanie. To król, który we współczesnych Indiach nie posiada już żadnej władzy. Parlament pozbawił maharadżów wszelkich przywilejów. Zostały mu wspomnienia świetnej przeszłości przodków, górujący nad miastem fort, rodzina i wierność strażnika rodzinnego Eklavyi. Ale to właśnie imię Eklavyi woła nieprzytomna w chorobie królowa Suhasinidevi (Sharmila Tagore). Wzburzony, zraniony w swojej dumie i miłości własnej król zabija ją. Do domu – ku radości Rajjo (Vidya Balan) – wraca z Londynu jego syn Harshwardhan (Saif Ali Khan). Z rysunków swojej upośledzonej umysłowo siostry Nandinidevi (Raima Sen) domyśla się, jak zmarła jego matka. Z jej ostatniego listu dowiaduje się, że Jaywardhan był bezpłodny i że jego ojcem jest Eklavya, strażnik królewskiej rodziny (Amitabh Bachchan). Od dziewięciu pokoleń jego rodzina dbała o bezpieczeństwo królów Devidargh. Ale właśnie tego zadania nie udaje się pewnego dnia wykonać niedowidzącemu, staremu już Eklavyi. Król Jaywardhan zostaje pewnego dnia zamordowany. Inspektor Pannalal Chohaar (Sanjay Dutt) próbuje powstrzymać Eklavyę przed zemstą na zabójcach.

## Obsada
- Amitabh Bachchan – Eklavya
- Sanjay Dutt – Pannalal Chohaar
- Saif Ali Khan – Prince Harshvardhan
- Vidya Balan – Rajeshwari "Rajjo"
- Jackie Shroff – Rana Jyotiwardhan
- Jimmy Shergill – Udaywardhan
- Boman Irani – King Jaywardhan
- Raima Sen – Princess Nandini
- Sharmila Tagore – Queen Suhasinidevi
- Parikshat Sahni – Omkar Singh

## Piosenki
Muzykę do filmu skomponował Shantanu Moitra.
- The Revelation
- Chanda Re (The Moon Song)
- The Gayatri Mantra – Theme
- Jaanu Na
- The Killing
- The Theme of Eklavya
- The Love Theme
- Suno Kahani (legenda o Eklavya)